# Стшала (Мазовецьке воєводство)
Стшала (пол. Strzała) — село в Польщі, у гміні Седльці Седлецького повіту Мазовецького воєводства.
Населення — 1125 осіб (2011).
У 1975-1998 роках село належало до Седлецького воєводства.

## Демографія
Демографічна структура станом на 31 березня 2011 року:
|          | Загалом | Допрацездатний вік | Працездатний вік | Постпрацездатний вік |
| -------- | ------- | ------------------ | ---------------- | -------------------- |
| Чоловіки | 548     | 116                | 382              | 50                   |
| Жінки    | 577     | 124                | 355              | 98                   |
| Разом    | 1125    | 240                | 737              | 148                  |